# Цолино (Лече)
Цолино (итал. Zollino) је насеље у Италији у округу Лече, региону Апулија.
Према процени из 2011. у насељу је живело 1945 становника. Насеље се налази на надморској висини од 79 м.

## Становништво
Према резултатима пописа становништва 2011. у општини је живело 2.058 становника.
| 1936. | 1951. | 1961. | 1971. | 1981. | 1991. | 2001. | 2011. |
| ----- | ----- | ----- | ----- | ----- | ----- | ----- | ----- |
| 1.863 | 2.266 | 2.341 | 2.094 | 2.047 | 2.279 | 2.194 | 2.058 |